# Itaquascon
Itaquascon là một chi của ngành tardigrada thuộc phân họ Itaquasconinae trong lớp Eutardigrada.

## Loài[2]
- Itaquascon biserovi Pilato, Binda and Moncada, 1999
- Itaquascon cambewarrense Pilato, Binda and Claxton, 2002
- Itaquascon enckelli (Mihelcic, 1971)
- Itaquascon globuliferum Abe and Ito, 1994
- Itaquascon mongolicus Kaczmarek, Michalczyk and Wêglarska, 2002
- Itaquascon pawlowskii Wêglarska, 1973
- Itaquascon placophorum Maucci 1973
- Itaquascon simplex (Mihelcic 1971)
- Itaquascon umbellinae De Barros, 1939
- Itaquascon unguiculum Pilato, Binda and Claxton, 2002